# Hunani hikori
A hunani hikoridió (Carya hunanensis) a bükkfavirágúak (Fagales) rendjébe sorolt diófafélék (Juglandaceae) családjában a hikoridió (Carya) nemzetségben a kínai hikorik (Sinocarya fajcsoport) egyik faja. Kínai neve angol átiratban hu nan shan he tao. 

## Származása, elterjedése
Kína három délkeleti tartományában endemikus.

## Megjelenése, felépítése
14–15 m magasra növő fa, amely nagyon hasonlít a kínai hikorira. Levelei fiatalon rozsdabarnák vagy bronzosak, kifejletten zöldek. A két faj leginkább a levélkék száma alapján különíthető el.
A hajtások csúcsrügyei csupaszok, rozsdabarnák. 20–30 cm-es levelei 5-7-9 levélkéből állnak. Egy-egy elliptikus-lándzsás levélke 11–18 cm hosszú és 3,5–7 cm széles. A levélkék fonáka bőségesen pikkelyes.
Négyrekeszű, ovális diója a kínai hikoriénál nagyobb: 3–3,7 cm hosszú és 2,3–3 cm széles. 1,5–2,5 mm vastag héján négy gyenge, hosszanti borda rajzolódik ki.

## Életmódja, termőhelye
Erdei fa, amely főleg vízfolyások mentén és az ártereken nő. 
Március-áprilisban virágzik, termése szeptember–november között érik be. Az érett dió kopáncsa félig felnyílik, ami szintén jellegzetes, fajmeghatározó bélyeg.

## Felhasználása
Ehető diójáért termesztik; a dióbélből olajat is nyernek.